# Soen Geirnaert
Soen Geirnaert is een Belgisch voormalig acro-gymnaste. 

## Levensloop
Geirnaert behaalde samen met Corinne Van Hombeeck en Maaike Croket brons op de Europese kampioenschappen van 2007.